# بيت الحنش (الرضمة)

تعديل مصدري - تعديل

بيت الحنش هي إحدى قرى عزلة أزال بمديرية الرضمة التابعة لمحافظة إب، بلغ تعداد سكانها 288 نسمة حسب تعداد اليمن لعام 2004.